# アトリエ・ダンカン
株式会社アトリエ・ダンカンは、東京都渋谷区に本社を置いていた日本の芸能事務所、舞台制作会社。

## 概要
渡辺プロダクションでマネージャーを務めていた演劇プロデューサーの池田道彦と女優の木の実ナナにより1979年2月5日に創業。舞台・ミュージカル作品の制作と所属タレントのマネジメントを手がけていた。
2014年2月1日、事業を停止し、事後処理を弁護士に一任し自己破産申請の準備に入り、同年2月28日に東京地裁から破産手続開始決定を受けた。

## 所属タレント
2014年2月に所属していたタレント

### 俳優
（ ）内は移籍先
- 木の実ナナ（ダンカンミュージック）
- 尾藤イサオ（ケーワン・プロモーション）
- 星野知子
- 杜けあき（モーリス）
- 石井一孝（キューブ）
- 駒田一（ビクターミュージックアーツ）
- 坂元健児（サーブプロモーション）
- 池田有希子（プランニングクレア）
- 福井晶一（プランニングクレア）
- 新納慎也（オスカープロモーション→ワタナベエンターテインメント）
- 西村直人 （融合事務所）
- 宮菜穂子 （Queen-B）
- 尾藤桃子
- 小此木麻里（グランジェット）
- 山崎育三郎（研音）
- 森脇史登（センスアップ）
- ヨウスケ・クロフォード
- 上田悠介（芸能事務所ツインテール）
- 根本大介
- 皆本麻帆（プロダクション尾木）
- 千葉直生（ビクターミュージックアーツ、2020年に引退）
- フランク莉奈（ホリプロ）
- 梅田悠（元SDN48、サンミュージックプロダクション）
- 加藤雅美（元SDN48、フリー）

### その他
- 五木田岳彦(作曲家)
- 中島剛(ピアニスト)
- 東憲司(脚本家・演出家)
- 鄭義信(脚本家・演出家)
- 菅野こうめい(脚本家・演出家)（ビクターミュージックアーツへ移籍）

## 過去の主な所属俳優
- 萩原健一
- 根津甚八
- 若松武史
- 森公美子（中村啓介の独立に伴い移籍）
- 七瀬なつみ（中村啓介の独立に伴い移籍）
- 森山未來
- 伊央里直加
- 篠井英介
- 片山陽加（元AKB48チームB）（AKSから移籍し、一時期所属したがAKSに戻り、その後アービングへ移籍）
- 佐藤亜美菜（元AKB48チームK）（AKSから移籍し、一時期所属したがAKSに戻り、その後大沢事務所へ移籍）
- 上條恒彦

## プロデュース公演
プロデュースした主な公演を列挙する。
- SHOW GIRL（1974年 - 1988年）
- 小堺クンのおすましでSHOW（1985年 - ）主演：小堺一機
- イカれた主婦（1988、1989、1990、1991年） 主演：木の実ナナ、森公美子
- カンコンキンシアター（1989年 - ）主演：関根勤
- マランドロ (1990年) 演出：宮本亜門 主演：田原俊彦、杏子
- 阿OKUNI国（1990、1992、1993、1995、2003、2005、2007年）脚本：鈴木聡 演出：栗山民也 主演：木の実ナナ、上々颱風
- バルセロナ物語 (1991年) 演出：栗山民也 主演：東山紀之、牧瀬里穂
- 香港ラプソディー（1993年）演出：宮本亜門 音楽：ディック・リー
- ラスト・チャンス・キャバレー（1994年) 演出：白井晃、出演：剣幸、ピエール・バル―
- ロス・タラントス ーバルセロナ物語ー (1998、2000年) 演出：栗山民也 主演：木の実ナナ、西田ひかる
- 伝説の女優 (2002、2004、2006年） 演出：宮田慶子 主演：木の実ナナ、浅丘ルリ子[3]
- 8人の女たち (2004年) 演出：江守徹 出演：木の実ナナ、山本陽子、佐藤江梨子
- アワ・ハウス（OUR HOUSE）(2006年) 演出：G2 主演：中川晃教
- 志村魂（2006、2007、2008、2009、2010、2011、2012、2013年 ） 出演：志村けん、ダチョウ倶楽部、桑野信義
- 血の婚礼（2007年） 演出：白井晃 主演：森山未来
- 空中ブランコ（2008年） 演出：川原雅彦 主演：宮迫博之（雨上がり決死隊）、佐藤江梨子、坂元健児
- ウエディング・ママ（2008年） 演出：宮田慶子 主演：木の実ナナ
- サ・ビ・タ〜雨が運んだ愛〜（2008、2010年） 主演：駒田一
- サド侯爵夫人（2008年） 主演：篠井英介
- 風が強く吹いている（2009年）演出：鈴木裕美  主演：黄川田将也、和田正人（D-BOYS）[広報 1]
- 鴨川ホルモー（2009年）演出：鄭義信 主演：石田卓也
- 夜は短し歩けよ乙女（2009年） 演出：東憲司 主演：田中美保、渡部豪太
- オペラ・ド・マランドロ（2009年） 演出：荻田浩一 主演：別所哲也、石川梨華、マルシア、石井一孝
- トリツカレ男（2009年） 脚本：倉持裕 演出：土田英生 主演：坂元健児、原田郁子（クラムボン）[4]
- サロメ（2009年） 演出：鈴木勝秀 主演：篠井英介
- 輝け!主婦バンド（2009年） 主演：エド・はるみ
- Duet For One（2010年） 演出：鄭義信 主演：安めぐみ、米倉利紀
- リトル・ショップ・オブ・ホラーズ（2010年） 演出：松村武 主演：DAIGO（BREAKERZ）、安倍なつみ
- イカれた主婦-ANGRY HOUSEWIVES-（2010年） 主演：木の実ナナ
- ACT泉鏡花（2010年）
- アジアン・スイーツ（2010年）演出：鄭義信  主演：鶴田真由
- ヒロイン（2011、2012年） 脚本：高橋知伽江 演出：川崎悦子 音楽監督：深沢桂子 主演：榊原郁恵 早見優 松本伊代 石野真子[5]
- ピンクスパイダー（2011年） 主演：武田真治・渡部豪太（Ｗキャスト）/南沢奈央・高橋瞳（Ｗキャスト）
- タンゴミュージカル ロコへのバラード (2011、2013年) 作・演出：小林香 出演： 彩吹真央、chizuko、小松亮太[6]
- ピグマリオン（2011年） 主演：市川知宏
- 青春音楽活劇 詭弁・走れメロス （2012年）演出：松村武 主演：武田航平、山下翔央、新垣里沙[7]
- 教授 （2013年） 作・演出：鈴木勝秀 出演：椎名桔平、田中麗奈、高橋一生[広報 2]
- しゃばけ（2013年） 演出：鄭義信 主演：沢村一樹
- ミュージカル 冒険者たち〜The Gamba 9〜 (2013年) 出演：上山竜治、尾藤イサオ、今拓哉
- 交響劇 船に乗れ！ (2013年) 主演：山崎育三郎、福井晶一
- 七変化音楽劇 有頂天家族 (2014年) 演出：松村武 出演：武田航平、渡辺大輔、新垣里沙、樹里咲穂
- ミュージカル KACHI BUS (2014年) 主演：森崎博之（TEAM NACS）

## 関連書籍
- 池田道彦『今日も舞台を創る プロデューサーという仕事』(2023年4月、岩波書店）ISBN 9784000615891

#### 広報資料・プレスリリースなど一次資料
1. ↑  “舞台『風が強く吹いている』三浦しをん原作、鈴木裕美演出決定！ 特集｜e+ Theatrix!｜ｅ＋（イープラス）チケット”. eplus.jp. 2018年8月12日時点のオリジナルよりアーカイブ。2018年8月11日閲覧。
2. ↑  “椎名桔平×鈴木勝秀、3年ぶりのタッグで初のオリジナル作品に挑戦！アトリエ・ダンカン プロデュース『教授』～流行歌の時代とある教授の人生～”. e+（イープラス）Theatrix! Pick Up. 2018年8月12日時点のオリジナルよりアーカイブ。2018年8月11日閲覧。